# رون شو (رئيس تحرير صحيفة)
رون شو (بالإنجليزية: Ron Chew)‏ هو مدير متحف ‏ أمريكي، ولد في 17 مايو 1953 في سياتل في الولايات المتحدة.